# Maslives

Maslives este o comună în departamentul Loir-et-Cher, Franța. În 1 ianuarie 2022 avea o populație de 661 de locuitori.